# Pfarrkirche Oberdorf im Burgenland

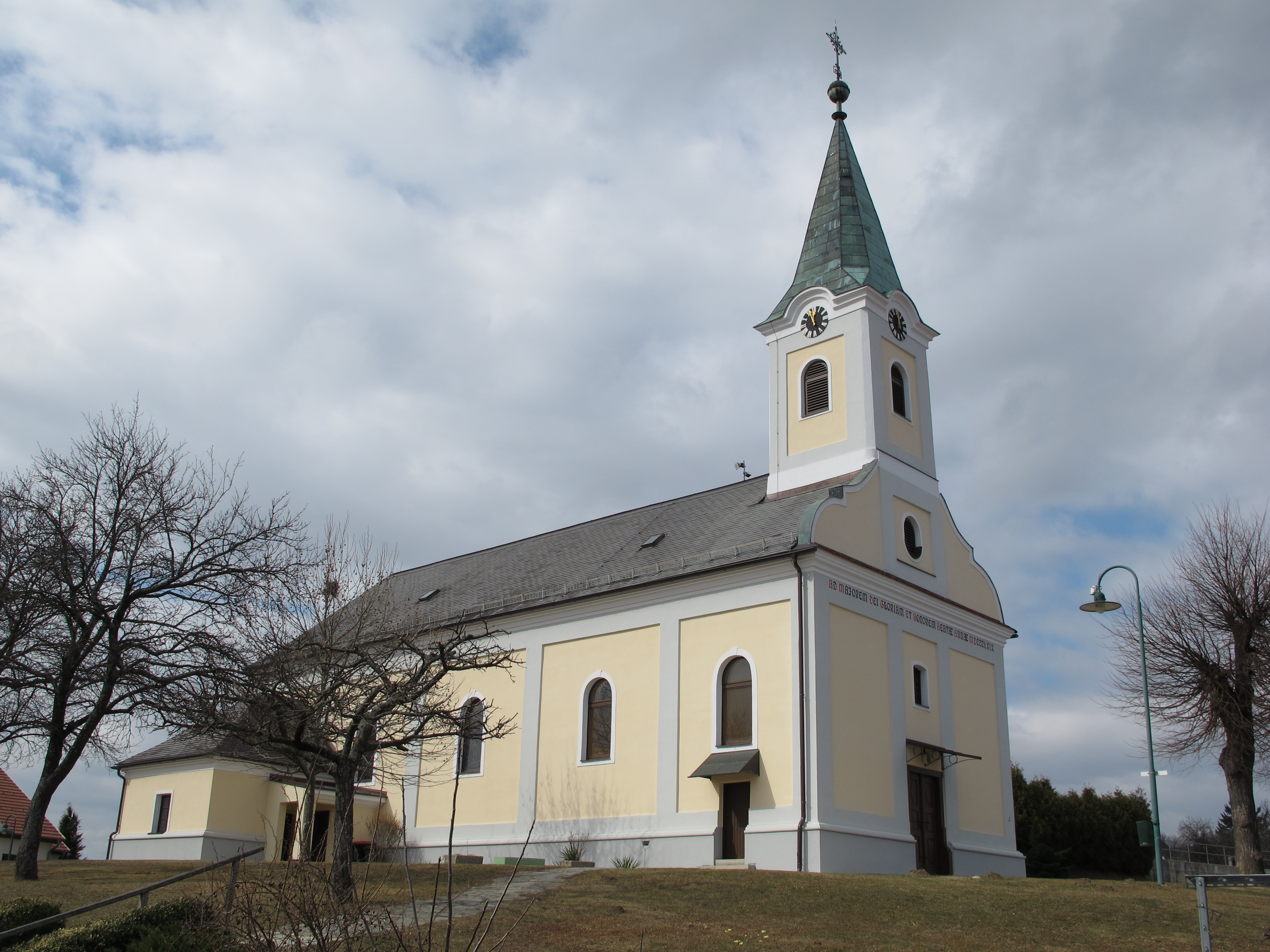
Katholische Pfarrkirche hl. Anna in Oberdorf im Burgenland

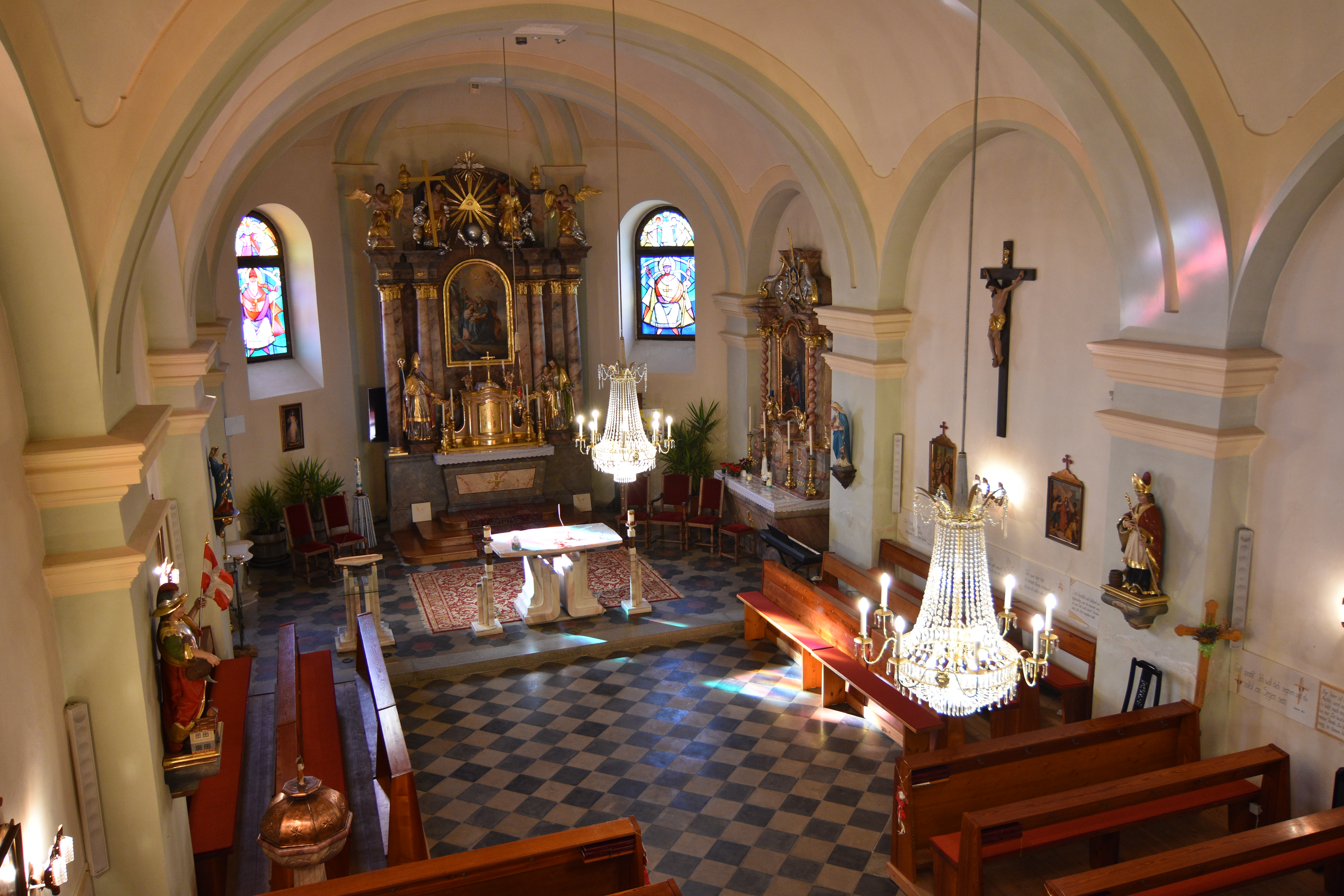
Die Innenansicht der Kirche

Die römisch-katholische Pfarrkirche Oberdorf im Burgenland steht in der Gemeinde Oberdorf im Burgenland im Bezirk Oberwart im Burgenland. Sie ist der heiligen Anna geweiht und gehört zum Dekanat Pinkafeld in der Diözese Eisenstadt. Das Bauwerk steht unter Denkmalschutz (Listeneintrag).

## Lagebeschreibung
Die Kirche liegt im höchstgelegenen Ortsteil Kirchendorf in Oberdorf.

## Geschichte
Die Kirche wurde 1757 erbaut. 1869 erfolgte ein Umbau, dabei wurde der Kirchturm und die Wölbung neu gebaut. Anfangs war die Kirche eine Filialkirche der Pfarre Rotenturm an der Pinka und wurde 1948 zur selbstständigen Lokalseelsorgestelle erhoben. 1968 erfolgte eine Restaurierung und im Jahr 1995 wurde die Kirche zur eigenständigen Pfarrkirche erhoben.

## Kirchenbau
Kirchenäußeres
Die Kirche ist ein einschiffiger Bau mit Chor ohne Einzug. Die Apsis endet in einem 3/8-Schluss. Der eingebundene Fassadenturm hat einen Spitzhelm.
Kircheninneres
Das Langhaus der Kirche ist dreijochig. Darüber ist ein hohes Platzlgewölbe zwischen breiten Gurtbögen, die auf Pilastern ruhen. Die platzlunterwölbte Empore ist dreiachsig und ruht auf Pfeilern. Die erweiterte Brüstung lagert auf Holzstützen. Im Chorjoch ist Platzlgewölbe, über der Apsis Kappengewölbe.

## Ausstattung

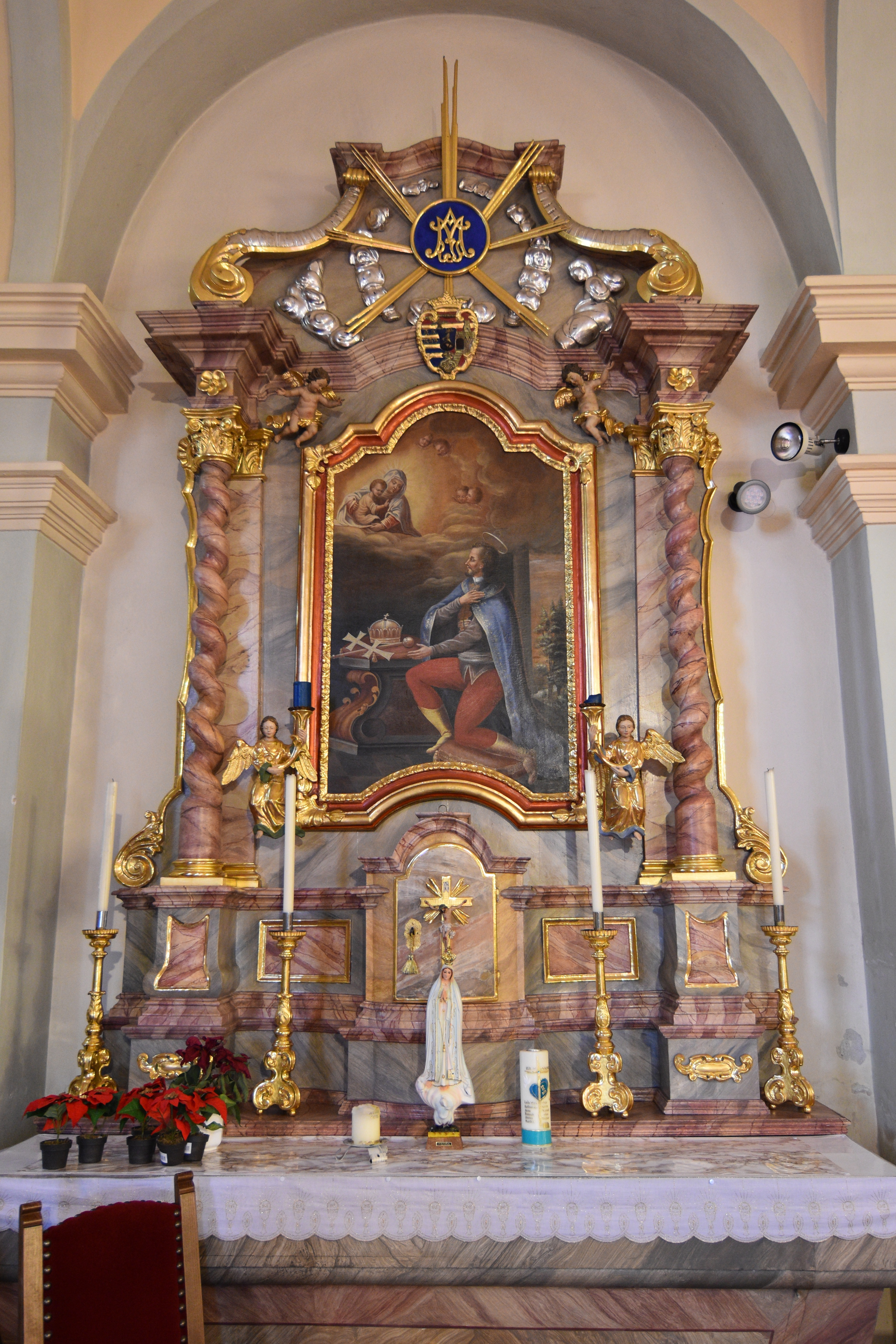
Der Seitenaltar

Der Hochaltar stammt aus dem Jahr 1779 und wurde 1968 verändert. Der Altar ist ein flacher Wandaltar mit Säulen und plastischer Aufsatzgruppe. Die Holzfiguren stellen den heiligen Nikolaus und den heiligen Josef dar und stammen vom Ende des 19. Jahrhunderts. Das Altarbild stammt aus neuerer Zeit. Der Seitenaltar wurde Mitte des 18. Jahrhunderts errichtet. Er weist ein Wappen der Familie Erdödy auf. Er wurde 1836 aus der alten Kapelle auf Schloss Rotenturm übertragen.

## Orgel
Die Orgel wurde 1870 von Friedrich Werner aus Graz gebaut.